# Gorō Kumagai
Pour les articles homonymes, voir Kumagai.
Gorō Kumagai (熊谷吾良, Kumagai Gorō) est un peintre et graveur japonais de tendance naïve, né en 1932, à Hirosaki, au Japon.

## Biographie
Gorō Kumagai naît en 1932, à Hirosaki (préfecture d'Aomori), au Japon. Diplômé du département de peinture occidentale de l'École des Beaux-Arts de Musashino, il reçoit, en 1960, le prix du concours Shell et figure, en 1964, à la Biennale internationale d'estampes de Tokyo. Il est aussi membre de l'Association japonaise de gravure et de l'Académie nationale de peinture.
Ses gravures sur bois et lithographies sont de style naïf.
Il meurt en janvier 2017.